# Balázs Tóth (1981)
Balázs József Tóth (Ózd, 24 september 1981) is een Hongaars voormalig voetballer die als middenvelder speelde. Tóth speelde tussen 2004 en 2010 voor het Hongaars voetbalelftal.

## Clubcarrière
Tóth speelde reeds bij de Hongaarse club Videoton Fehervar en daarna in de Turkse competitie bij Malatyaspor, Kayserispor en Erciyesspor, waarna hij daar werd weggeplukt door de Belgische eersteklasser KRC Genk als vervanger voor de geblesseerde Wim De Decker. Sinds zijn komst in 2007 heeft hij zowel in oefenwedstrijden als officiële wedstrijden een vaste plaats gekregen in het team van Genk.
Net voor het begin van de Nederlandse competitie 2010/2011 werd hij als ervaren man gehaald om het middenveld van VVV-Venlo te versterken. Hij werd voor een jaar gehuurd van KRC Genk. Eind augustus 2011 liet hij zijn contract bij Genk ontbinden en een maand later tekende hij bij zijn oude club Videoton FC. In zijn laatste jaar als profvoetballer speelde Tóth nog op huurbasis bij Puskás Akadémia FC.

## Interlandcarrière
Tóth speelde 34 interlands voor Hongarije. Hij maakte zijn debuut op 19 februari 2004 in het vriendschappelijke duel (2-0) in Limasol tegen Letland. Zijn laatste interland speelde hij op 11 augustus 2010 in Londen tegen Engeland.

## Statistieken
| seizoen | club                 | land               | competitie            | wed. | goals |
| ------- | -------------------- | ------------------ | --------------------- | ---- | ----- |
| 2000/01 | Videoton FC          | Vlag van Hongarije | Magyar Labdarúgó Liga | 25   | 0     |
| 2001/02 | Videoton FC          | Vlag van Hongarije | Magyar Labdarúgó Liga | 27   | 2     |
| 2002/03 | Videoton FC          | Vlag van Hongarije | Magyar Labdarúgó Liga | 23   | 3     |
| 2003/04 | Videoton FC          | Vlag van Hongarije | Magyar Labdarúgó Liga | 26   | 6     |
| 2004/05 | Videoton FC          | Vlag van Hongarije | Magyar Labdarúgó Liga | 14   | 5     |
| 2004/05 | Malatyaspor          | Vlag van Turkije   | Bank Asya 1. Lig      | 15   | 0     |
| 2005/06 | Malatyaspor          | Vlag van Turkije   | Bank Asya 1. Lig      | 31   | 1     |
| 2006/07 | Erciyesspor          | Vlag van Turkije   | Bank Asya 1. Lig      | 11   | 0     |
| 2007/08 | KRC Genk             | Vlag van België    | Eerste klasse         | 23   | 3     |
| 2008/09 | KRC Genk             | Vlag van België    | Eerste klasse         | 28   | 5     |
| 2009/10 | KRC Genk             | Vlag van België    | Eerste klasse         | 15   | 0     |
| 2009/10 | KRC Genk             | Vlag van België    | Play-Off II B         | 4    | 0     |
| 2010/11 | → VVV-Venlo          | Vlag van Nederland | Eredivisie            | 29   | 2     |
| 2011/12 | Videoton FC          | Vlag van Hongarije | Magyar Labdarúgó Liga | 20   | 0     |
| 2012/13 | Videoton FC          | Vlag van Hongarije | Magyar Labdarúgó Liga | 21   | 1     |
| 2013/14 | Videoton FC          | Vlag van Hongarije | Magyar Labdarúgó Liga | 4    | 0     |
| 2013/14 | → Puskás Akadémia FC | Vlag van Hongarije | Magyar Labdarúgó Liga | 11   | 1     |
| 2014/15 | → Puskás Akadémia FC | Vlag van Hongarije | Magyar Labdarúgó Liga | 18   | 2     |
| Totaal  | Totaal               | Totaal             | Totaal                | 346  | 31    |